# Morti nel 477
| Questa pagina contiene informazioni ricavate automaticamente dalle voci biografiche con l'ausilio del template Bio e di un bot. L'aggiornamento è periodico e automatico e ricostruisce completamente la pagina. Se manca una persona in questa lista, sei pregato di non aggiungerla, ma accertati piuttosto che la sua voce biografica contenga il template Bio e che i dati anagrafici siano correttamente compilati. Se il template Bio manca, inseriscilo tu stesso o, in alternativa, metti l'avviso {{tmp\|Bio}} che ne segnala la mancanza. Se i dati riportati sono sbagliati, correggi direttamente la voce biografica; le modifiche saranno visibili in questa lista entro pochi giorni. Per chiarimenti vedi il progetto biografie. La lista contiene solo le 6 persone che sono citate nell'enciclopedia e per le quali è stato implementato correttamente il template Bio. Pagina aggiornata al 26 feb 2025. |

- 25 gennaio - Genserico, sovrano vandalo (n. 389)
- 25 gennaio - Gento, generale vandalo
- 29 maggio - Esuperanzio di Ravenna, vescovo e santo romano
- 31 luglio - Timoteo II di Alessandria, vescovo greco antico
- Armazio, politico e generale romano
- Lu Xiujing, religioso cinese (n. 406)